# Anja Müller-Wood
Anja Müller-Wood (* 7. April 1969 in Schweinfurt) ist eine deutsche Anglistin.

## Leben
Nach der Promotion 1995 an der Philipps-Universität Marburg und Habilitation 2002 an der Universität Trier wurde sie 2003 zur Professorin für Englische Literatur in Mainz. Ihre Forschungsschwerpunkte sind die Literatur und Kultur des frühneuzeitlichen England (jakobinisches Drama, Rachetragödie, Theaterkultur im Allgemeinen) sowie anglophone Literaturen des 20. Jahrhunderts und der Gegenwart.

## Schriften (Auswahl)
- Angela Carter. Identity constructed/deconstructed. Heidelberg 1997, ISBN 3-8253-0499-X.
- The theatre of civilized excess. New perspectives on Jacobean tragedy. Amsterdam 2007, ISBN 978-90-420-2190-7.
- als Herausgeberin: Texting culture – culturing texts. Essays in honour of Horst Breuer. Trier 2008, ISBN 978-3-86821-034-7.
- als Herausgeberin mit Winfried Eckel: Die Macht des Erzählens. Transdisziplinäre Perspektiven. Remscheid 2017, ISBN 3-89796-272-1.